# Arte germánico

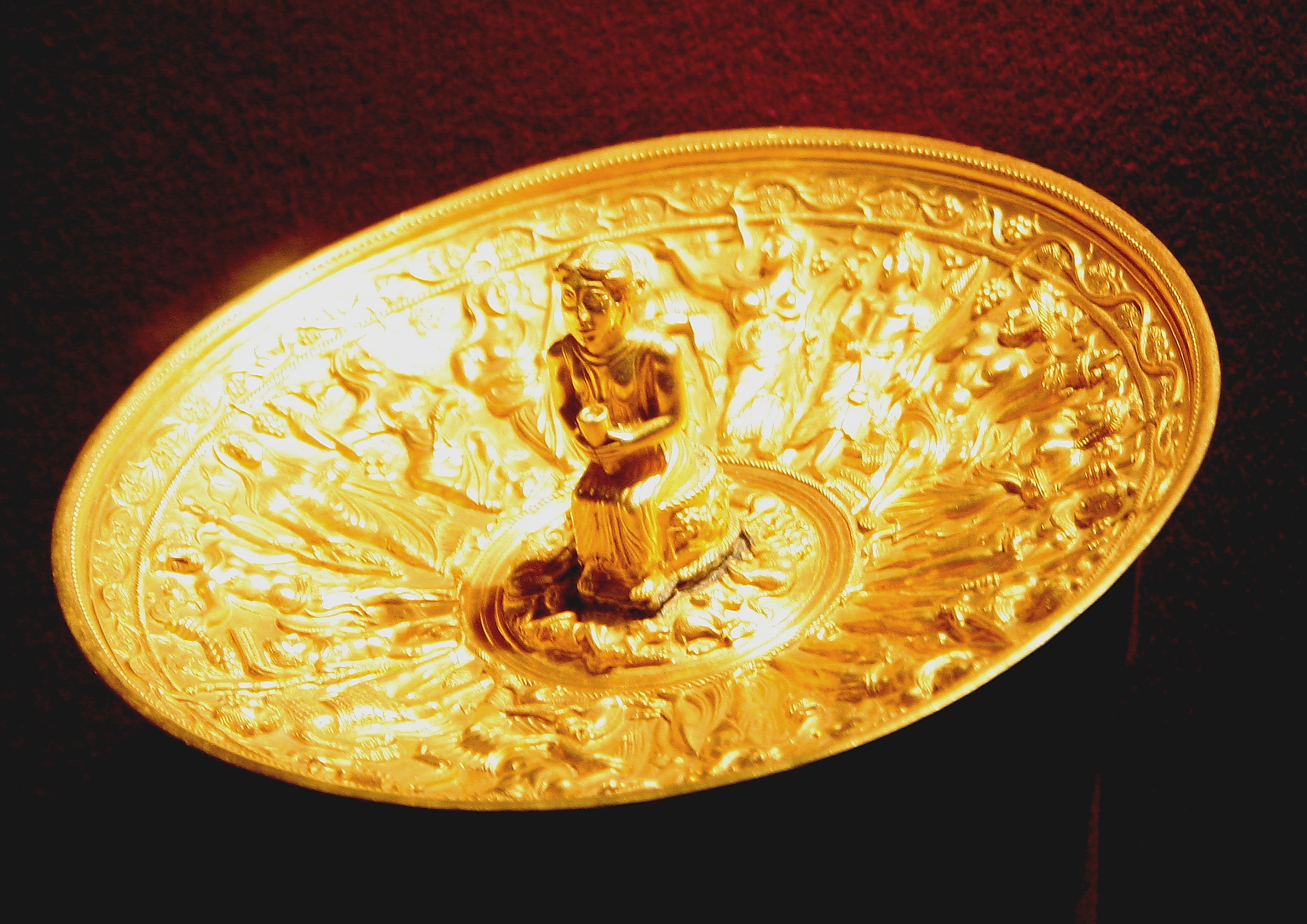
Pátera de oro del tesoro de Pietroasele, godo (asociado al rey Atanarico, finales del).

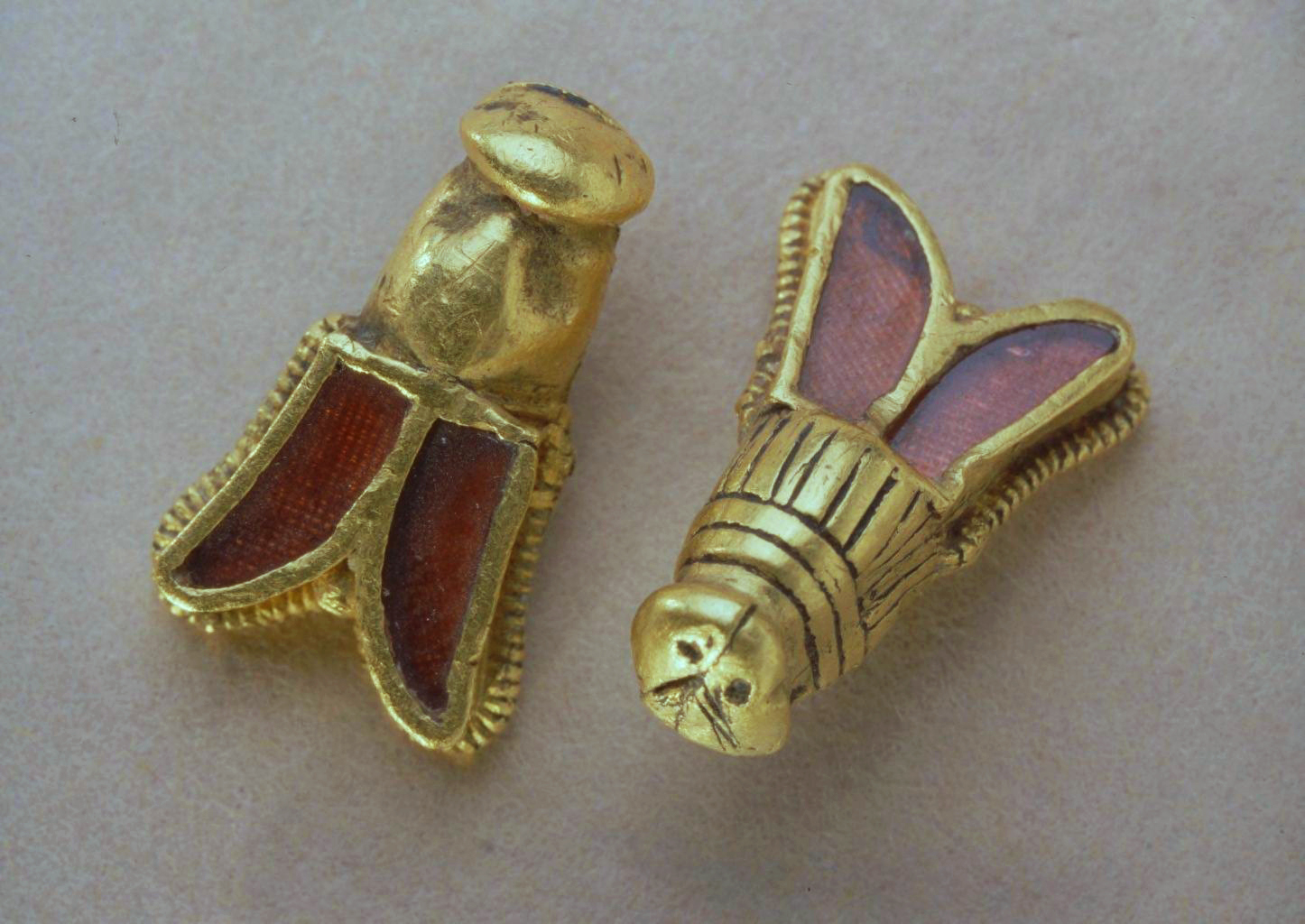
Abejas de Childerico I, finales del.

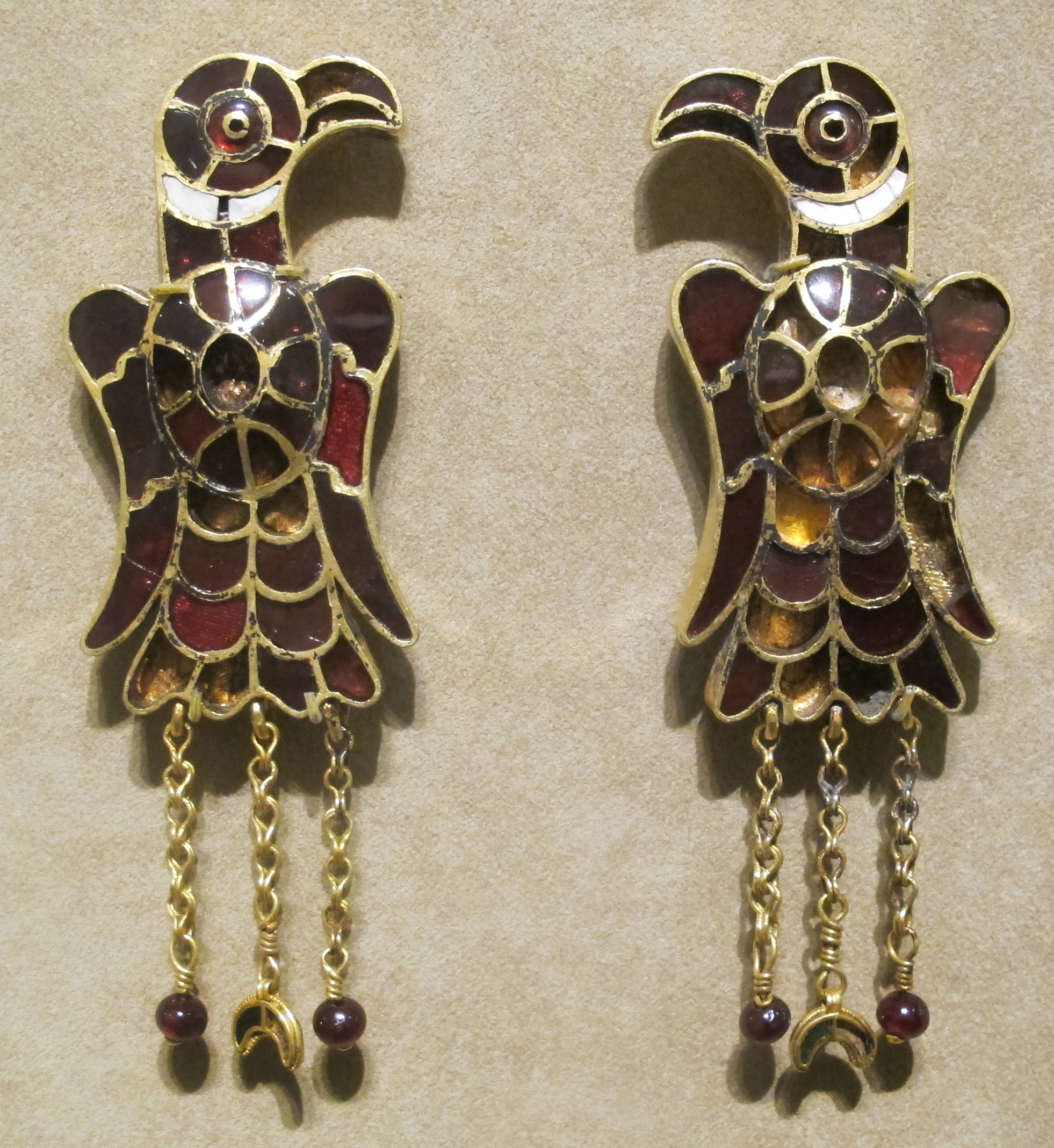
Pendientes ostrogodos.

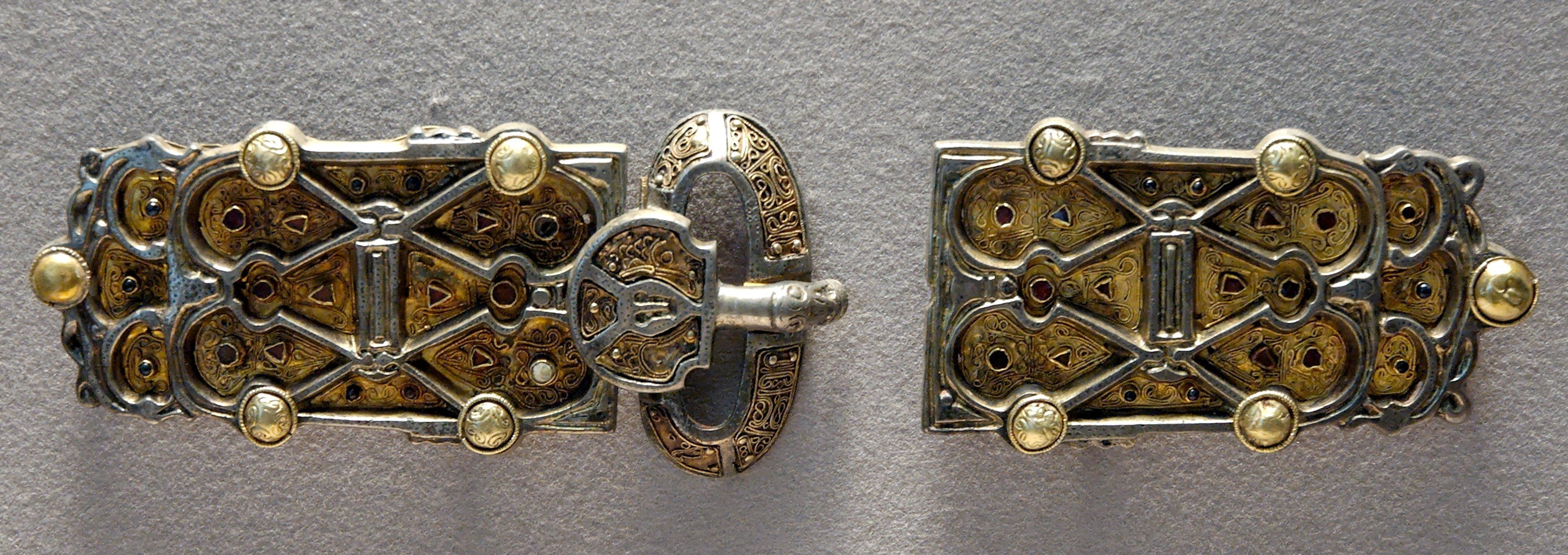
Fíbula de Aregunda, arte merovingio, ca. 570.

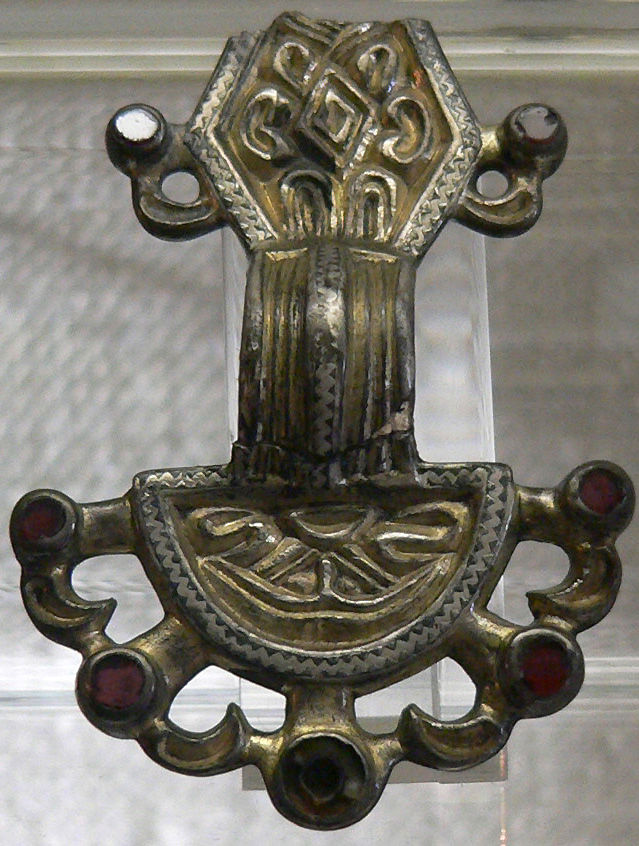
Fíbula merovingia.

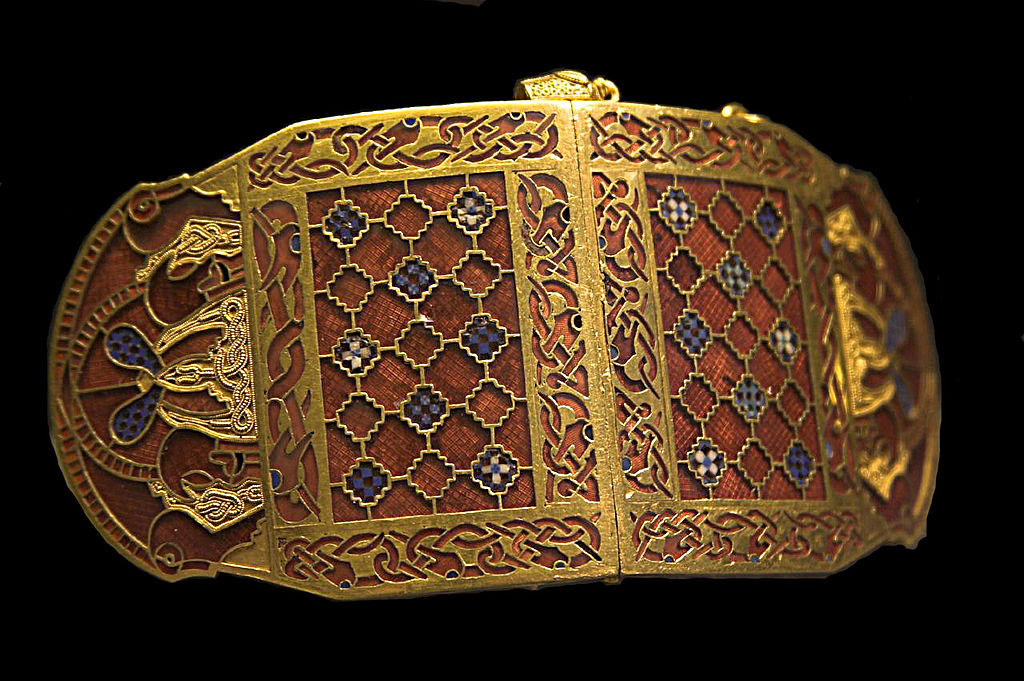
Broche de hombro procedente de Sutton Hoo.

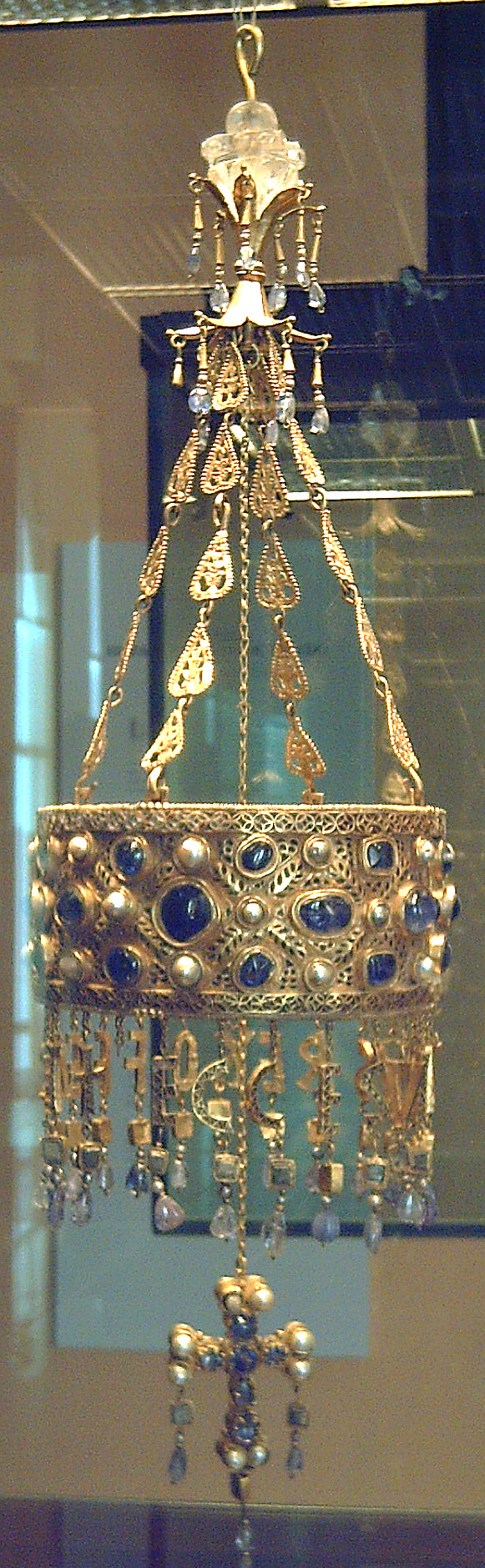
Corona votiva del Tesoro de Guarrazar, arte visigodo del.

Arte germánico o de los pueblos germánicos, arte bárbaro o arte del periodo de las migraciones son denominaciones historiográficas para el arte de los pueblos germánicos, que suelen centrarse cronológicamente en su período de formación, el denominado de las "migraciones de pueblos" (Völkerwanderung) o invasiones bárbaras, aunque también se refiere al de los reinos germánicos, tras su cristianización y asentamiento en el antiguo Imperio Romano a partir del siglo V (anteriormente eran nómadas y de religiones "paganas"); y a una estética germánica o nórdica de debatida interpretación, que sería reconocible como una constante cultural a lo largo de la historia, opuesta a la estética o arte mediterráneo, y que no sólo se encontraría en el arte de Alemania y Austria, sino genéricamente en el arte del Norte de Europa.
Además de por ciertos rasgos propios de una cultura nómada (como la destreza en la fabricación de objetos fácilmente transportables, sean de lujo o utilitarios, el gusto por la filigrana y la orfebrería), el arte de los pueblos germánicos de la Antigüedad Tardía y la Alta Edad Media se caracterizó por el sincretismo con el arte greco-romano (que en esa época ya se encontraba en su fase final, muy alejada del clasicismo), y también con el sustrato cultural y artístico celta (arte hiberno-sajón en las islas británicas) reintroducido en el continente con el apoyo que papas y monarcas dieron a la fundación de monasterios por monjes irlandeses. El arte vikingo se mantuvo durante más tiempo.
La evolución artística de Europa Occidental entre los siglos  V y X se engloba dentro de la etiqueta "Prerrománico", y fue de gran importancia, tanto estilística como social: se pusieron las bases para la organización de los oficios artísticos en los gremios y se estableció el monopolio cultural de la Iglesia católica.

## Arquitectura

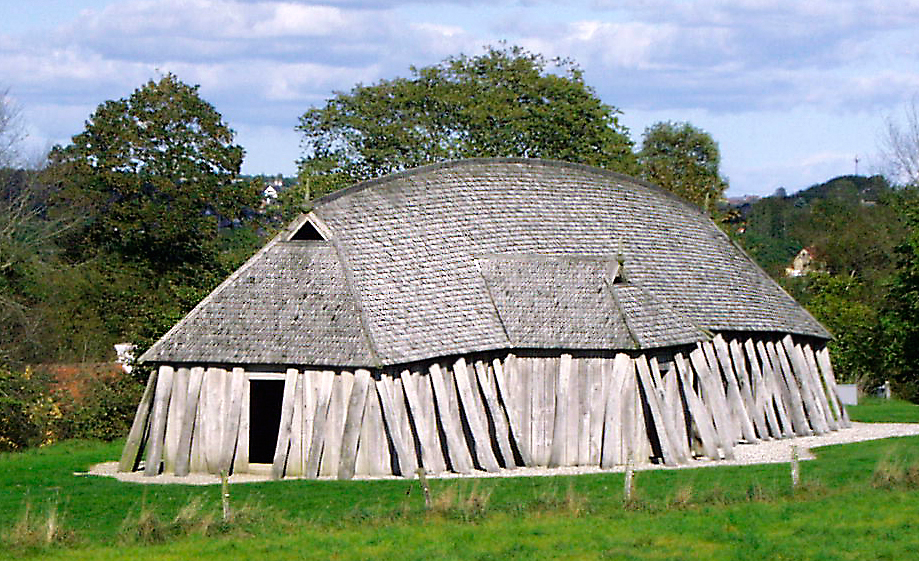
Reconstrucción de un hallâ (Mjødhall, mead hall o gildehall -"sala del hidromiel" o "de la guilda"-).

La imposibilidad de mantener una arquitectura monumental en pueblos nómadas determinó que fueran las formas de la arquitectura tardoromana y bizantina las que se impusieran en la arquitectura de los reinos germánicos, aunque acrecentadas con algunos elementos propios.
Godos y francos adoptaron en sus iglesias la planta basilical de tres naves y ábside semicircular, así como la planta centralizada con cubierta de cúpula para los baptisterios. En algunos casos se enriquece la distribución espacial con una galería. El arte ostrogodo en Rávena (Baptisterio arriano, Iglesia palatina, Palacio y Mausoleo de Teodorico el Grande) incluyó edificios ricamente decorados con mosaicos. La arquitectura visigoda en España incluyó el uso peculiar del arco de herradura, con iglesias de naves de alturas diferentes, y algún uso de la planta de cruz latina.
El arte germánico se preocupó mucho por movimientos constructores y evolucionarios a diferencia de la cultura latina, por ejemplo.
En la Europa central la introducción de las formas mediterráneas fue más tardía, a partir de la extensión de los monasterios (paradójicamente, fundaciones de monjes provenientes de las islas británicas, que en Alemania son llamados Schottenklöster -"monasterios escoceses"-: Luxeuil -actual Francia-, 585, Saint Gall -actual Suiza-, 613, Echternach -actual Luxemburgo-, 698, Fulda -actual Alemania-, 744, Lier -actual Bélgica-, ca. 750, Losch -actual Alemania-, 764). Fue característica la utilización conjunta de piedra y madera, con cubiertas de piedra a dos aguas flanqueadas por torres cilíndricas, de formas similares a antiguos monumentos funerarios. Más tarde aún, en los países escandinavos, el hof (templo germánico precristiano, heathen hofs -"templos paganos"-, hörgr -construcción religiosa o altar-) se reconvirtió en iglesia, manteniendo en lo esencial las formas y materiales (stavkirke).
La arquitectura militar consistía en vallados de madera con barro, con paredes circulares y fosos; aunque también se siguieron realizando fortalezas similares al burgus cuadrangular romano. Más adelante, se evolucionó a las torres, motas y castillos medievales. En Dinamarca se han hallado unas peculiares fortificaciones circulares (trelleborg).

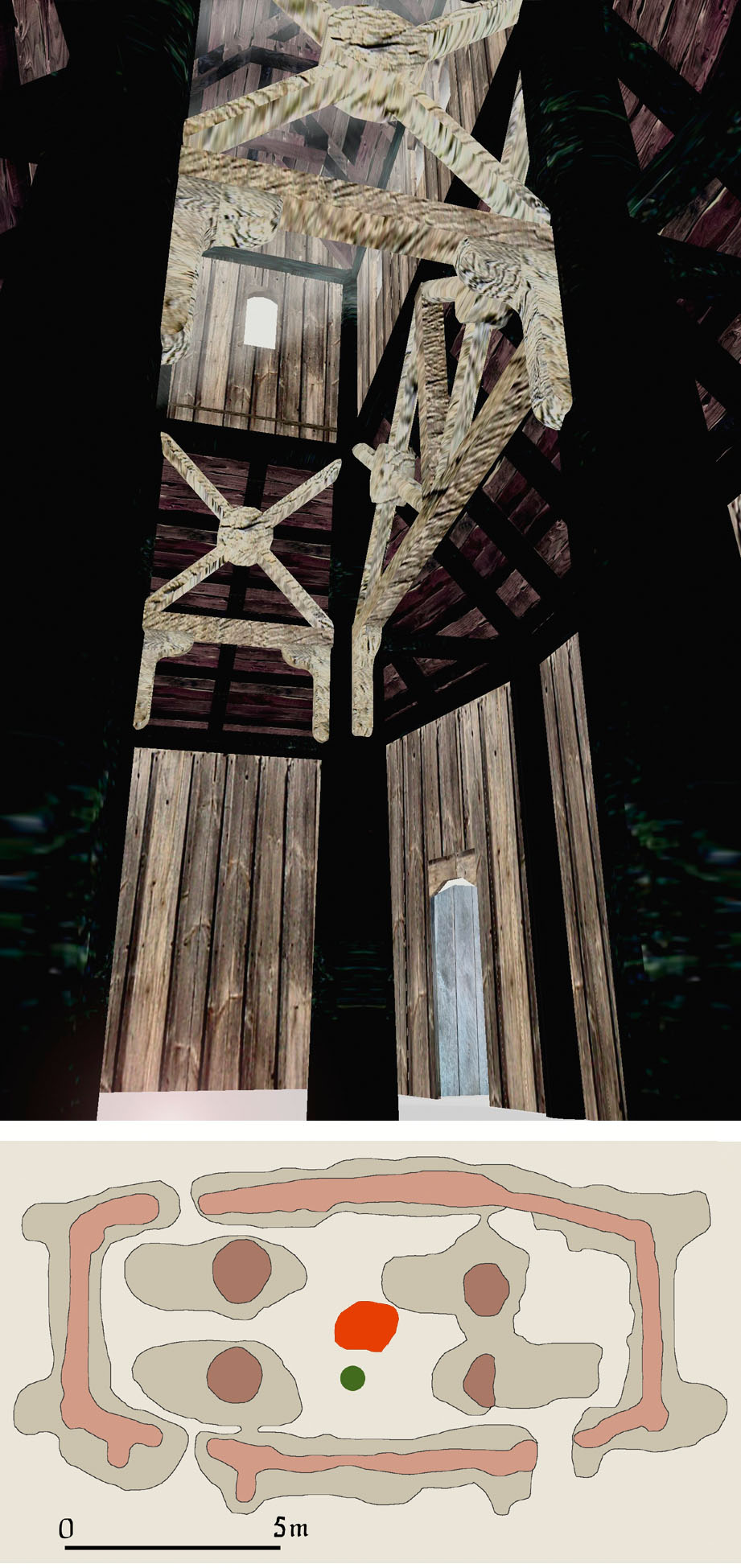
Uppåkra hof,[4] un hof reconstruido arqueológicamente (Uppåkra, Suecia).
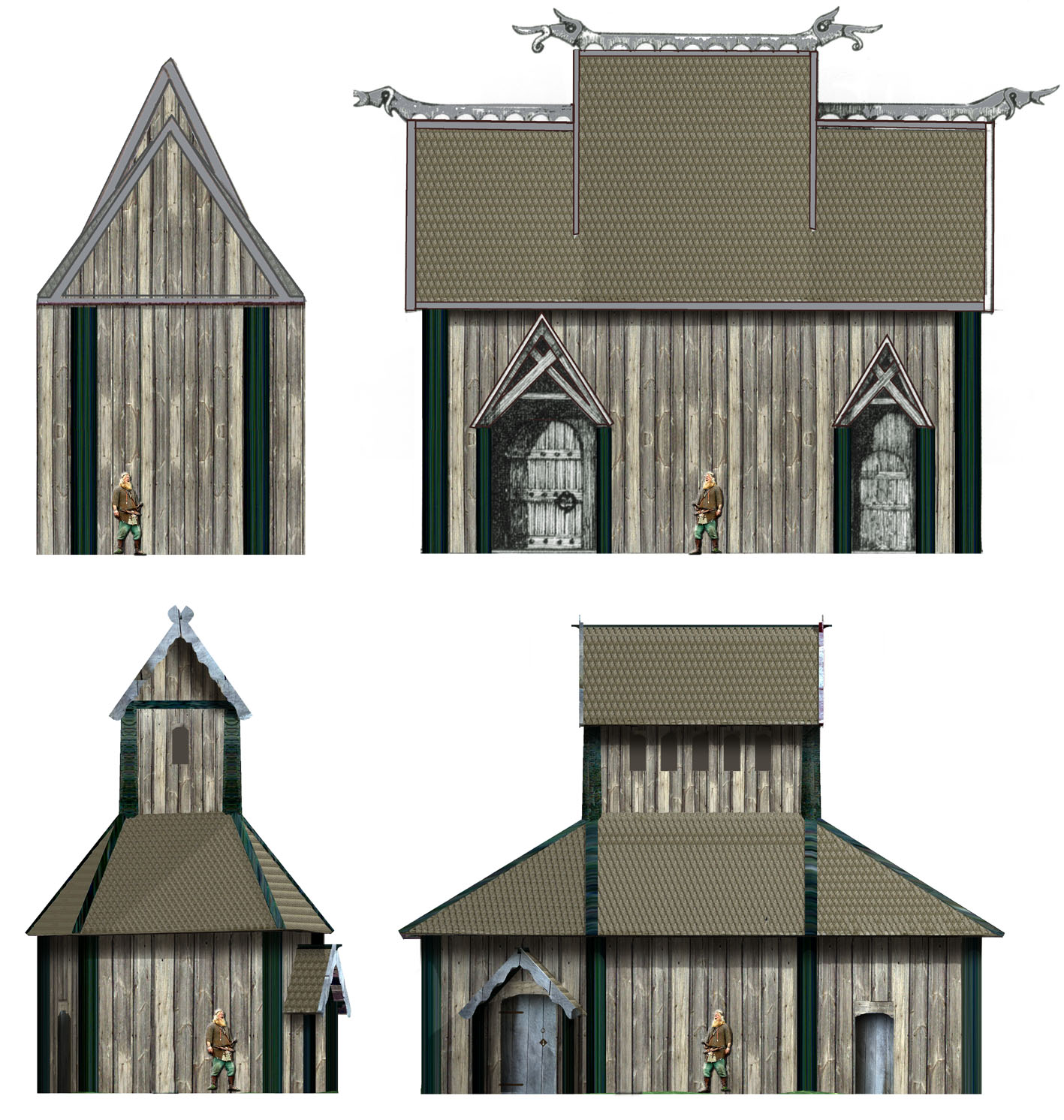
Posibles aspectos de ese templo.
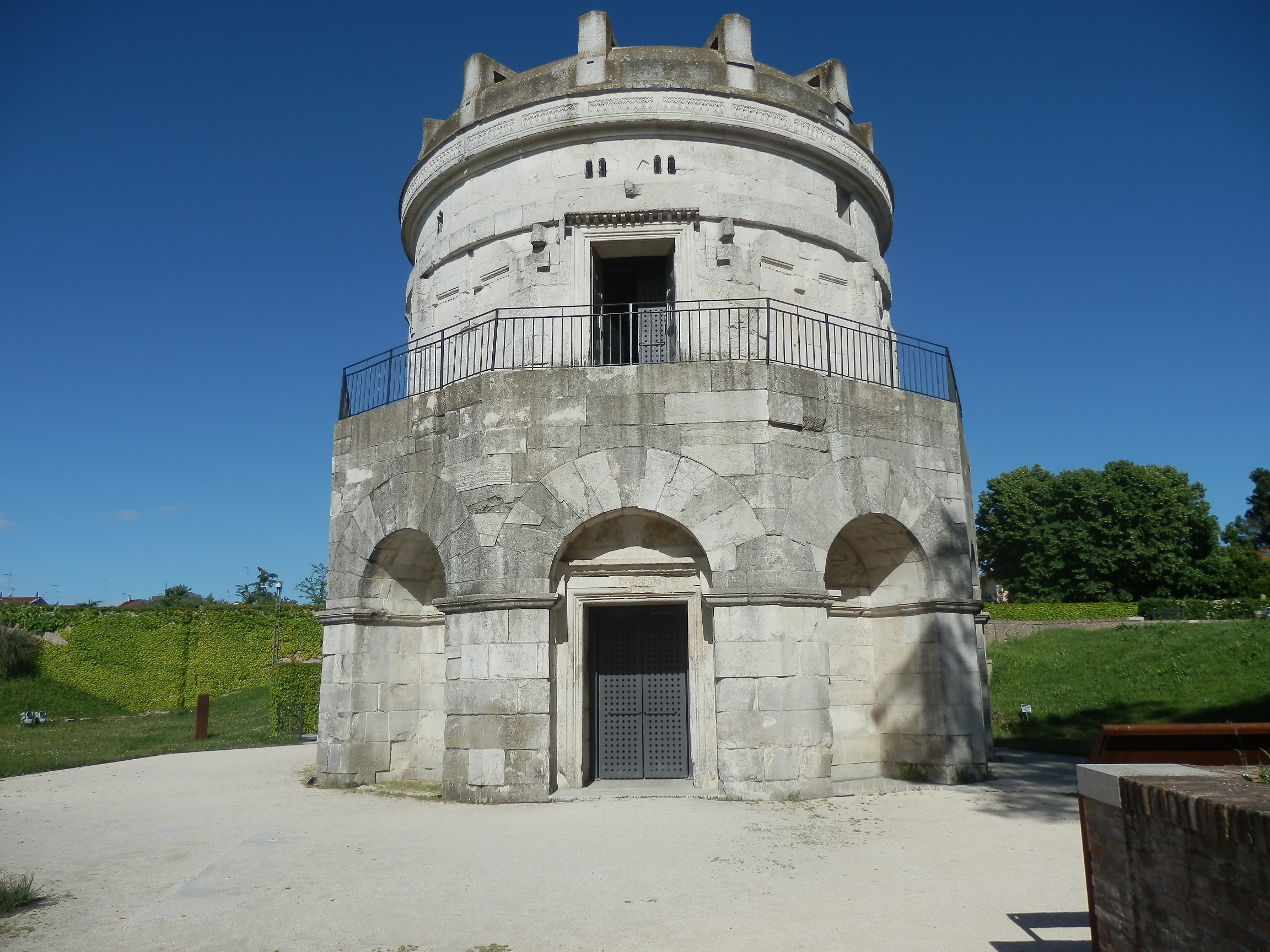
Mausoleo de Teodorico, ca. 520.
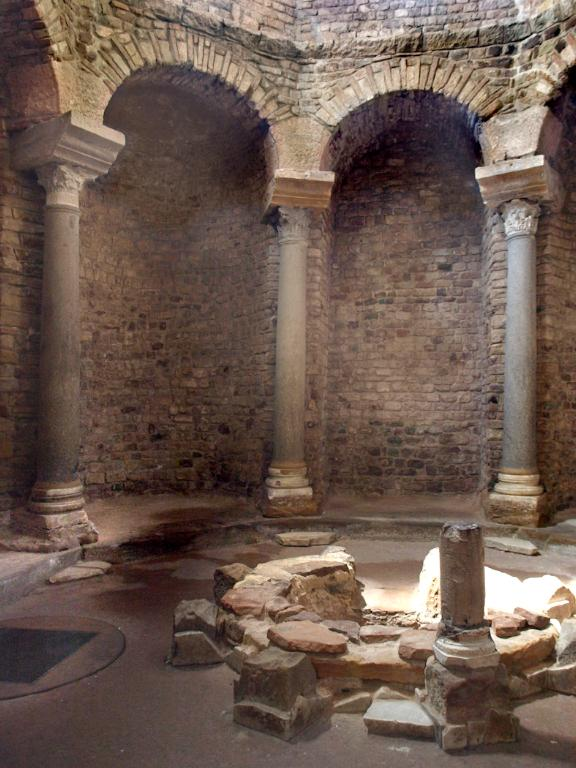
Baptisterio de la catedral de Fréjus,[5] arquitectura merovingia o anterior (paleocristiana).
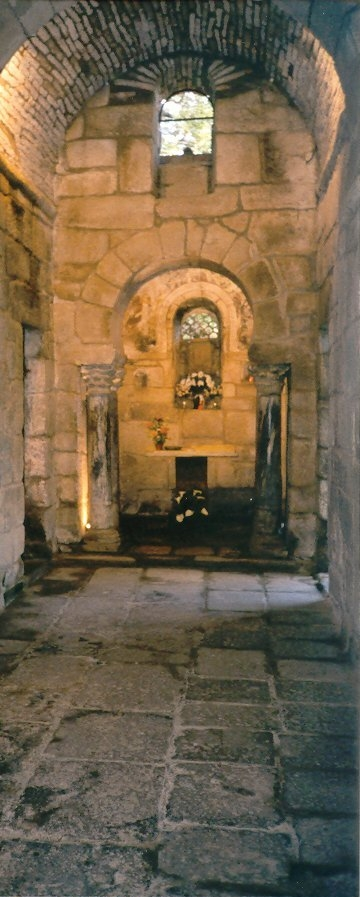
Santa Comba de Bande, arquitectura visigoda, siglo VII.

## Escultura

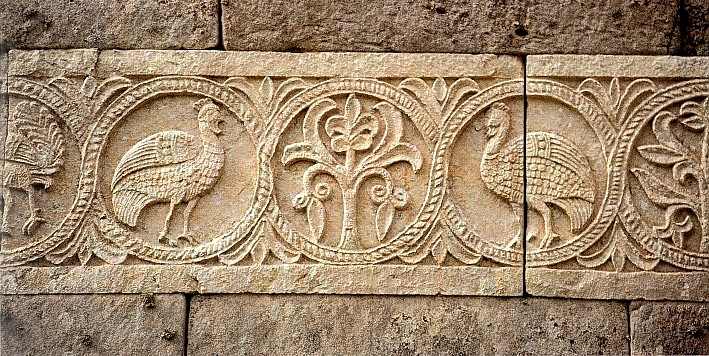
Friso de la iglesia de Quintanilla de las Viñas, arte visigodo, finales del o comienzos del.

La escultura en piedra se limitó a la decoración de iglesias y baptisterios, en forma de relieves planos, capiteles y sargófagos, siguiendo los modelos tardorromanos. También se dio la talla de marfil (eboraria) en numerosos talleres italianos y de las Galias, continuando la tradición de los dípticos consulares bizantinos, cuyas formas fueron adoptadas en la confección de las cubiertas de los libros, caros y demandados como producto de lujo y prestigio.
Más alejadas del ámbito cultural mediterráneo, las experiencias de los orífices escitas y celtas se aplicaron también a la talla lítica, especialmente en las runas e ídolos nórdicos o a las cruces celtas. La pervivencia de los modelos puede rastrearse por siglos, remontándose hasta la Edad de Bronce (carro solar de Trundholm).

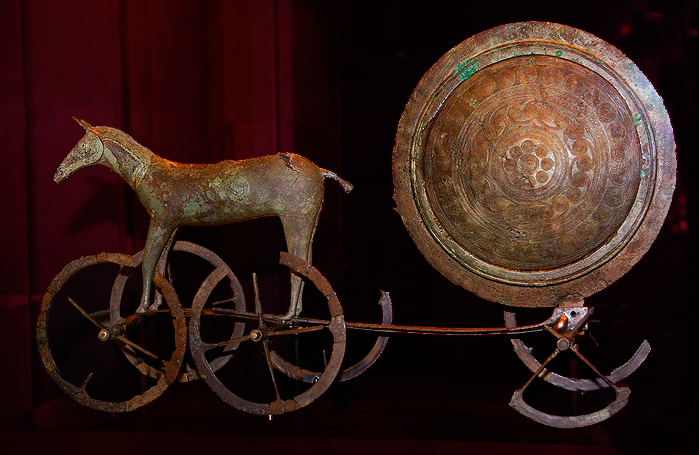
Carruaje solar de Trundholm, ca. 1300 a. C.
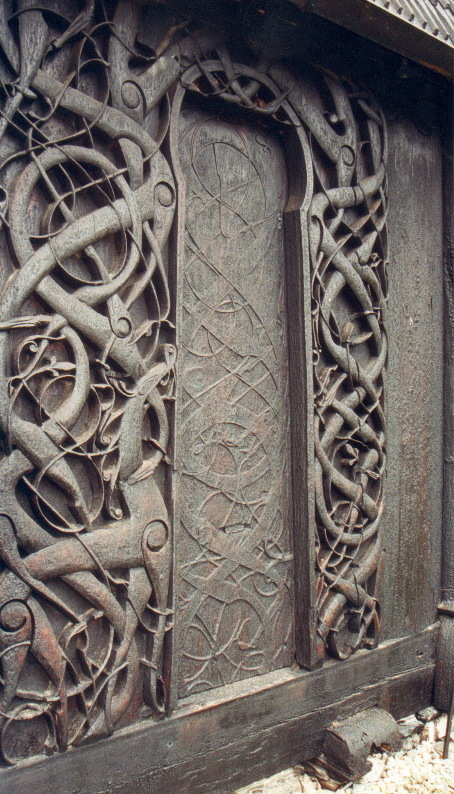
Relieves de la stavkirche o iglesia de madera de Urnes (siglo XII o anterior).
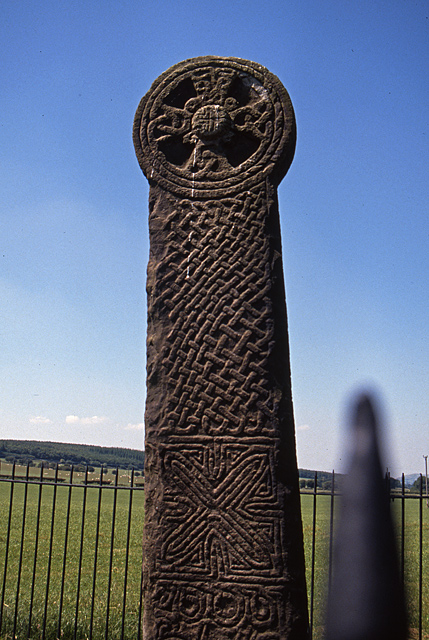
Cruz de Maen Achwyfan (Flintshire).
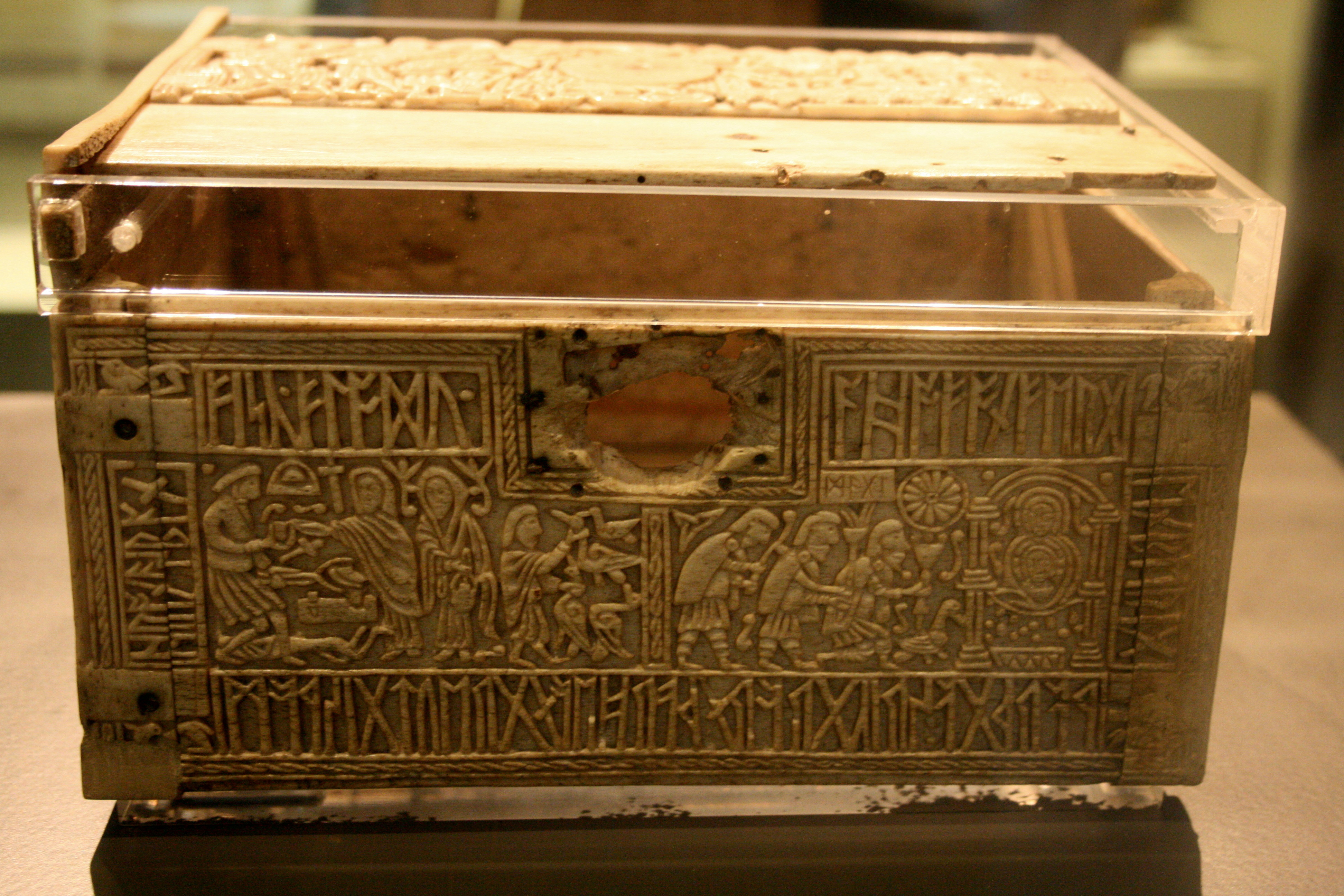
Cofre de Auzon o cofre de los francos,[7] de hueso de ballena, arte hiberno-sajón, siglo VIII.
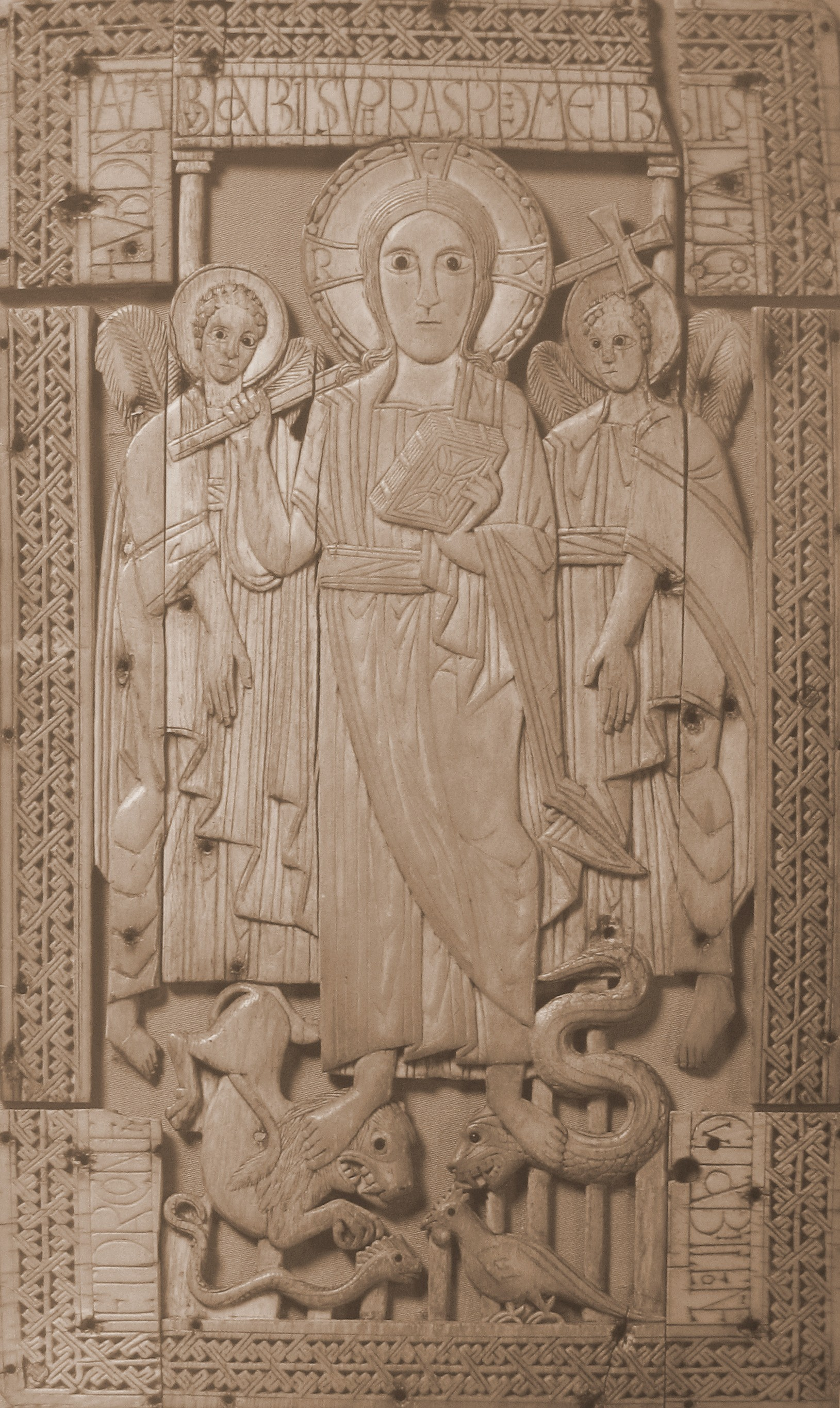
Díptico de Genoels-Elderen,[8] siglo IX.

## Orfebrería y estilos decorativos
Común a todos los pueblos bárbaros, y propio de su condición nómada, era el excelente trabajo de los metales, tanto en joyas como en armas y objetos de todo uso, doméstico o ritual. Lo testimonian los "tesoros" votivos o depositados en tumbas (Sutton Hoo en Inglaterra, Guarrazar en España, Pietroasele en Rumanía -el estudio sistemático de las piezas halladas en los túmulos daneses llevó a Christian Jürgensen Thomsen a definir la teoría de las tres edades-). Las piezas más características de la orfebrería germánica son los bracteatos, las fíbulas, los esmaltes con la técnica de cloisonné, etc. Las formas decorativas, basadas en la filigrana, el estilo polícromo o el estilo animal, pueden indicar contactos culturales de múltiple procedencia a lo largo de Eurasia, incluido el Próximo y el Extremo Oriente y la zona de las estepas entre Europa oriental y Asia central (arte huno, arte escita, arte sármata), además del arte celta de la Europa occidental.
Se han definido dos principales "estilos": un primer "estilo polícromo", localizable entre los hunos y en la zona del Mar Negro, que tiene una prolongada vida, llegando a la orfebrería de los visigodos, los francos y los lombardos (siglo VII); y un segundo "estilo animalístico", propio del Mar del Norte y Escandinavia, a su vez dividido en tres fases: el "animalístico I", asimétrico (desde el siglo V), el "animalístico II", de mayor regularidad y estilización, con influencia bizantina (desde el último tercio del siglo VI), y el "animalístico III", característico del arte vikingo del siglo VIII, que vuelve a modelos arcaicos y se ve influido por las retorcidas filigranas de los códices irlandeses. También se utilizan las etiquetas tierstil o estilo animalístico germánico, para distinguirlo del estilo animalístico escita (extendido por las llanuras eurasiáticas). Esta periodización fue propuesta por Bernhard Salin en una obra de 1904, que sigue suscitando un considerable debate.

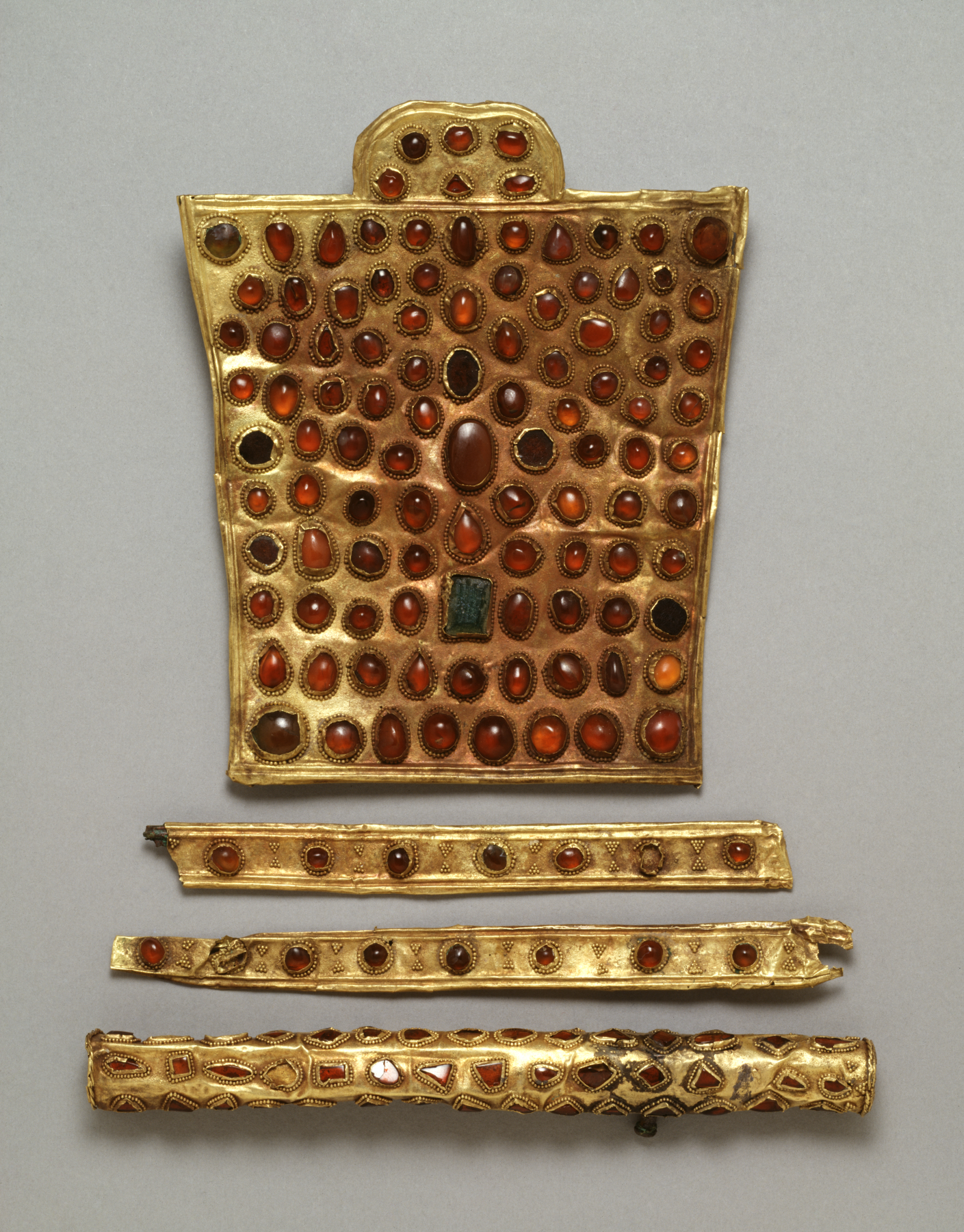
Joyas utilizadas para adornar las bridas de un caballo y el mango de un látigo (nagaika), orfebrería de los hunos del siglo IV.
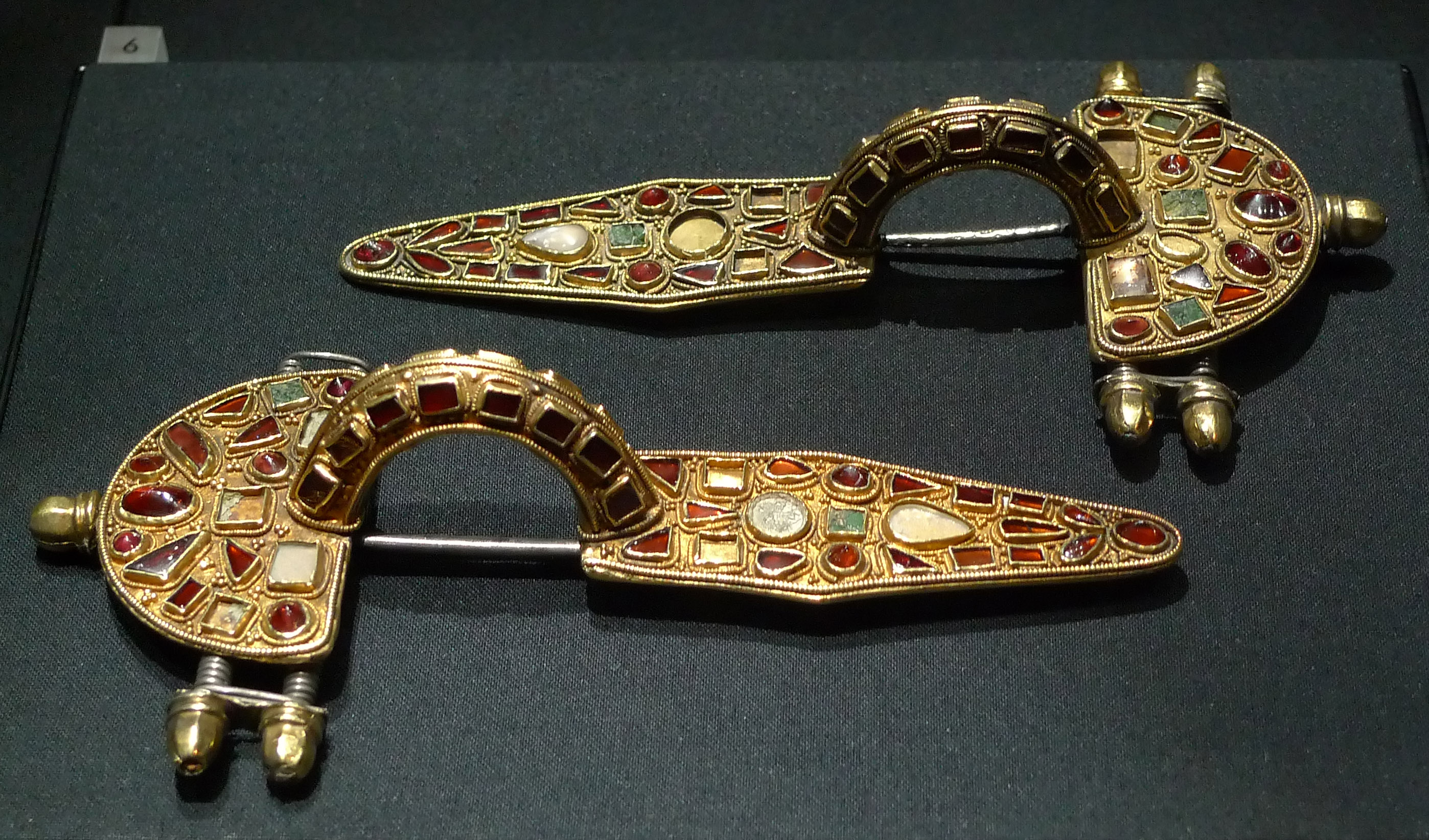
Fíbulas germánicas de comienzos del siglo V.
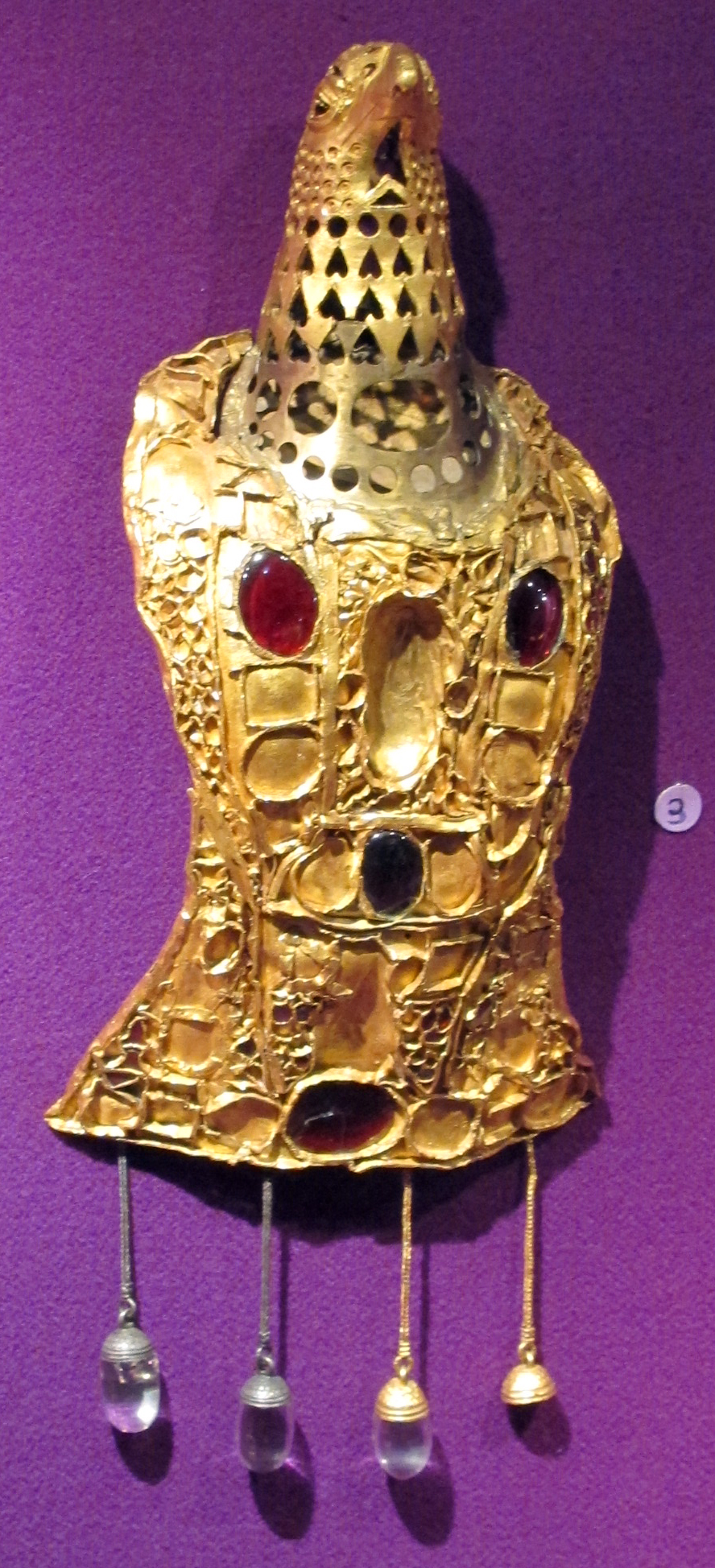
Fíbula aquiliforme de Pietroasele, orfebrería goda (siglo IV).
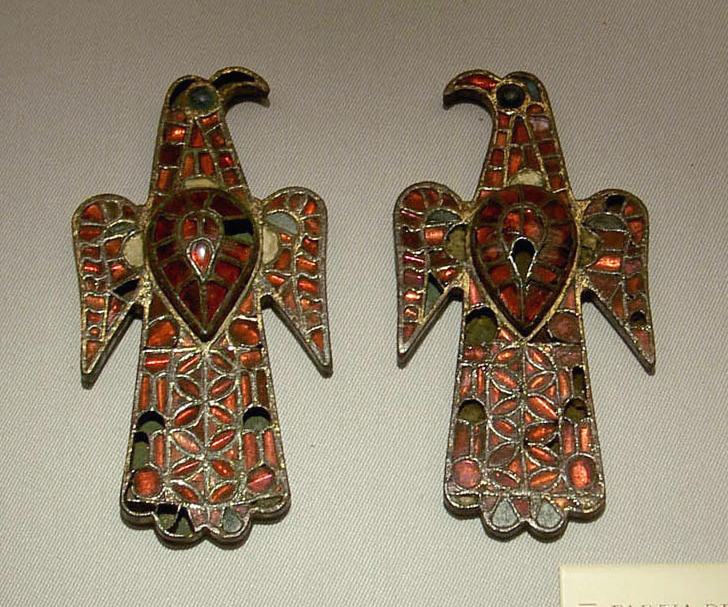
Fíbulas aquiliformes de Alovera, orfebrería visigoda (siglo VI).

## Iluminación de manuscritos

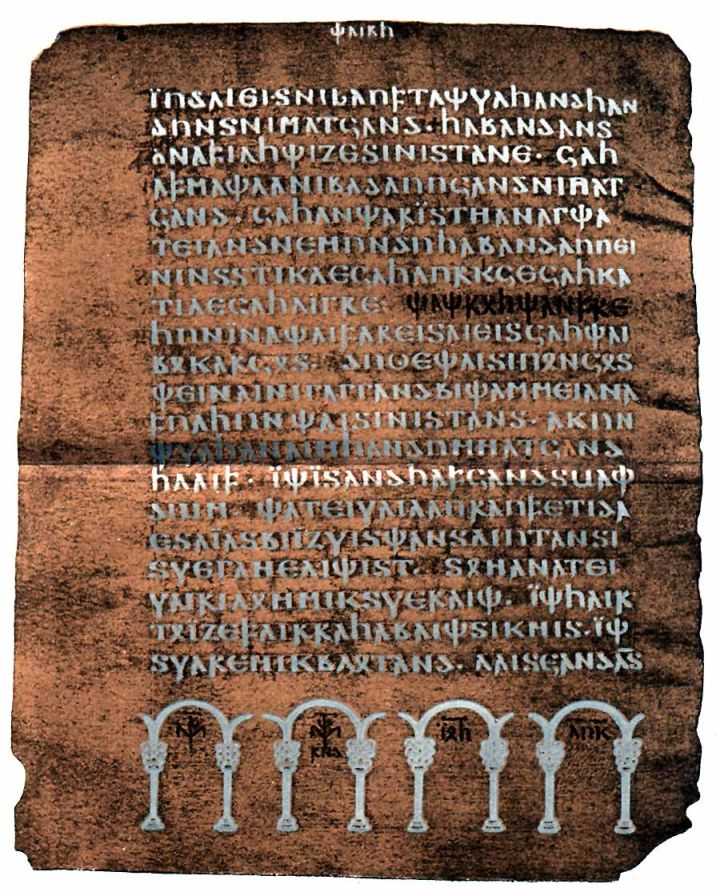
Codex Argenteus, godo (obispo Ulfilas),.

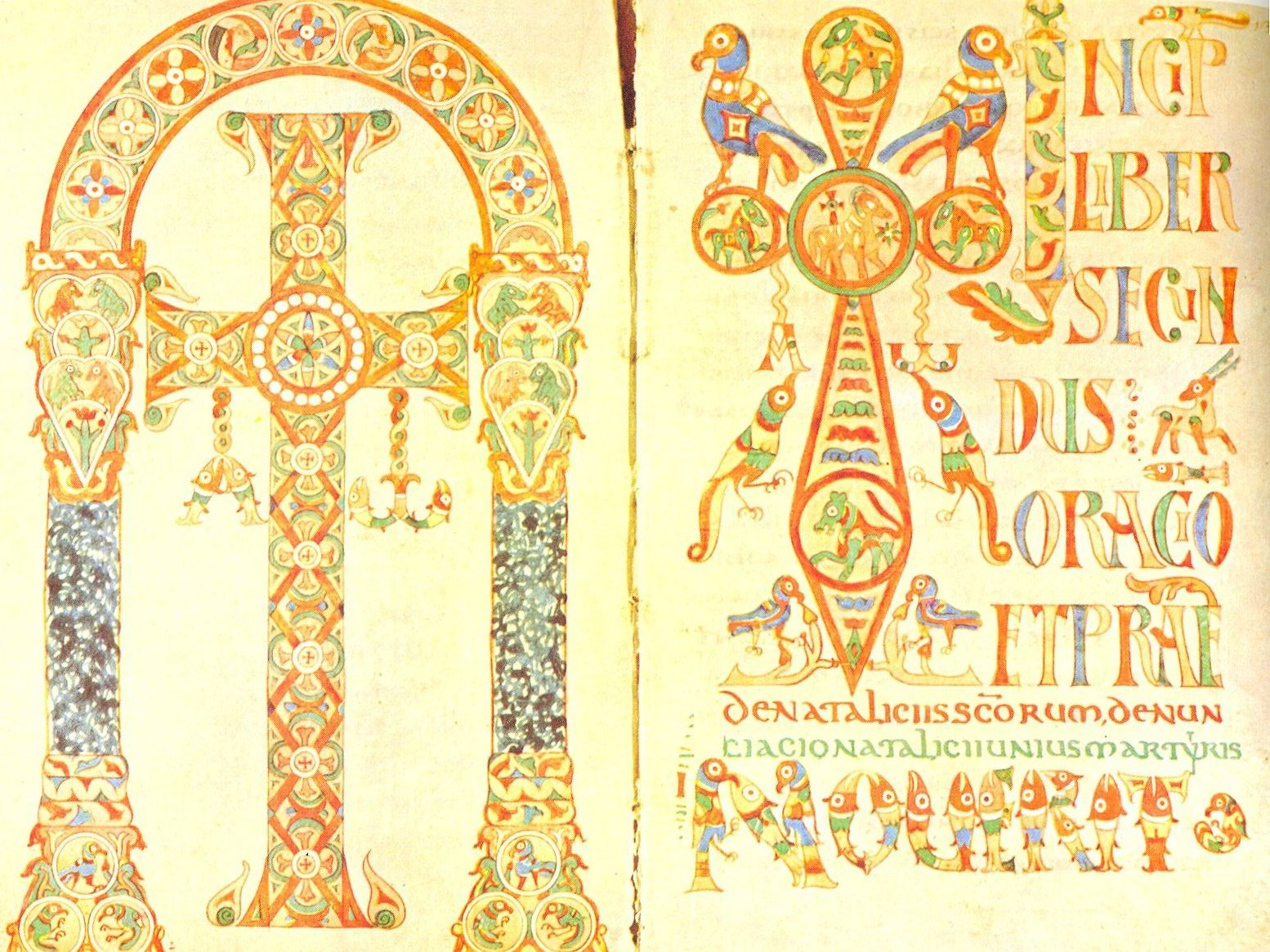
Sacramentarium Gelasianum, merovingio, mediados del.

La iluminación de manuscritos continuó en Italia y Oriente con la tradición tardorromana y las convenciones formales que se fueron conformando con los siglos como pintura bizantina. En cambio, en la Europa bárbara se produjeron innovaciones importantes, debidas al surgimiento del estilo insular británico o hiberno-sajón, que partió de los monasterios irlandeses (Cathach de San Columba, Libro de Kells) y se expandió por la isla de Gran Bretaña, de norte a sur (Iona, Lindisfarne). La llegada de monjes irlandeses a Europa continental, patrocinada por los papas y monarcas, expandió el estilo por los scriptoria. Simultáneamente, en los reinos hispano-cristianos se produjo un estilo peculiar (la pintura mozárabe de los Beatos) cuyos iniciadores (los monjes mozárabes) probablemente mantenían una tradición local (romano-visigoda) de elaboración de manuscritos, aunque sus rasgos formales pueden conectarse también con la pintura prerrománica europea (más cercanos a lo carolingio que a lo visigodo, como ocurrió con la caligrafía -paso de la minúscula visigótica a la minúscula carolingia).

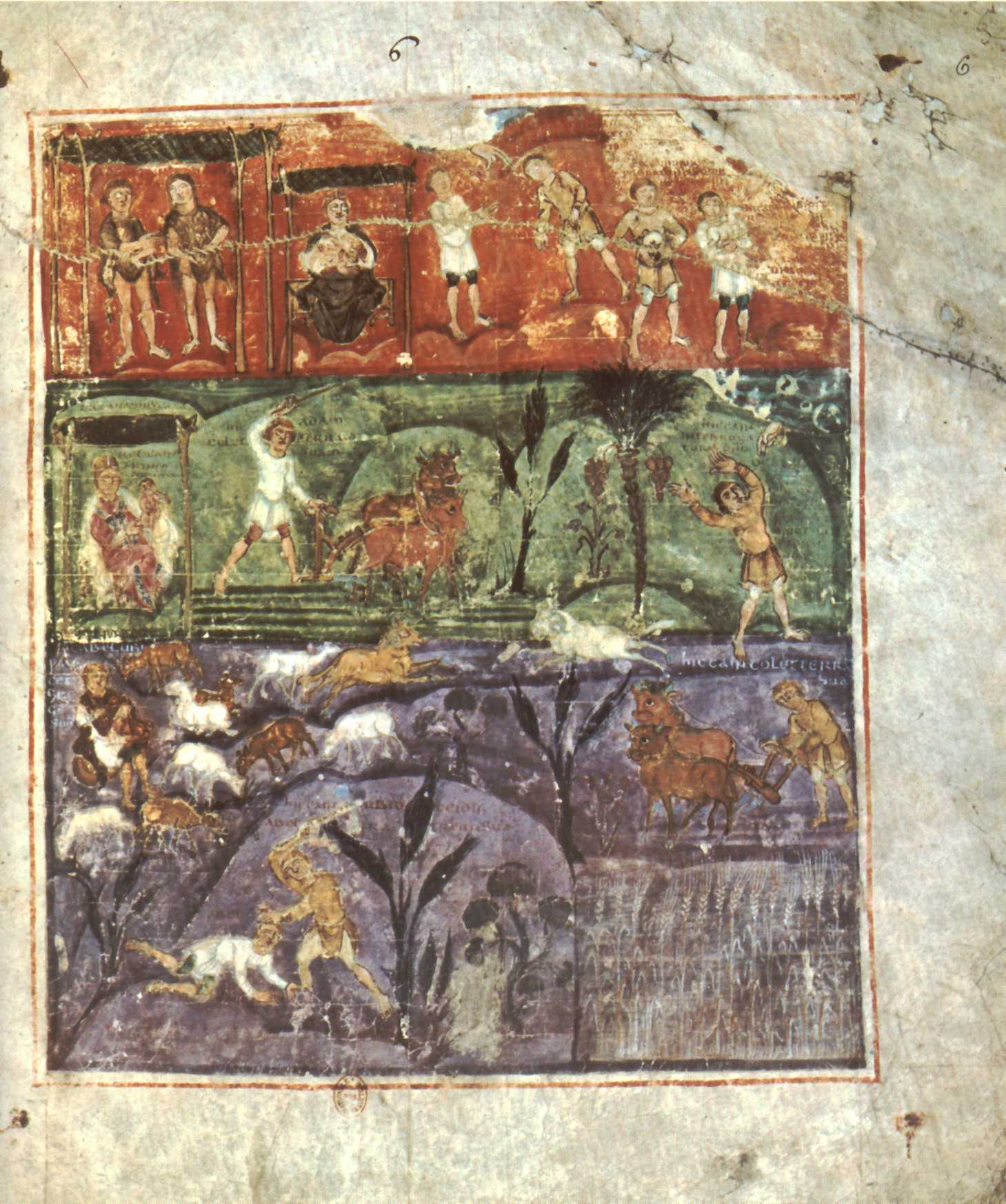
Pentateuco de Tours, de ubicación y datación discutidas.
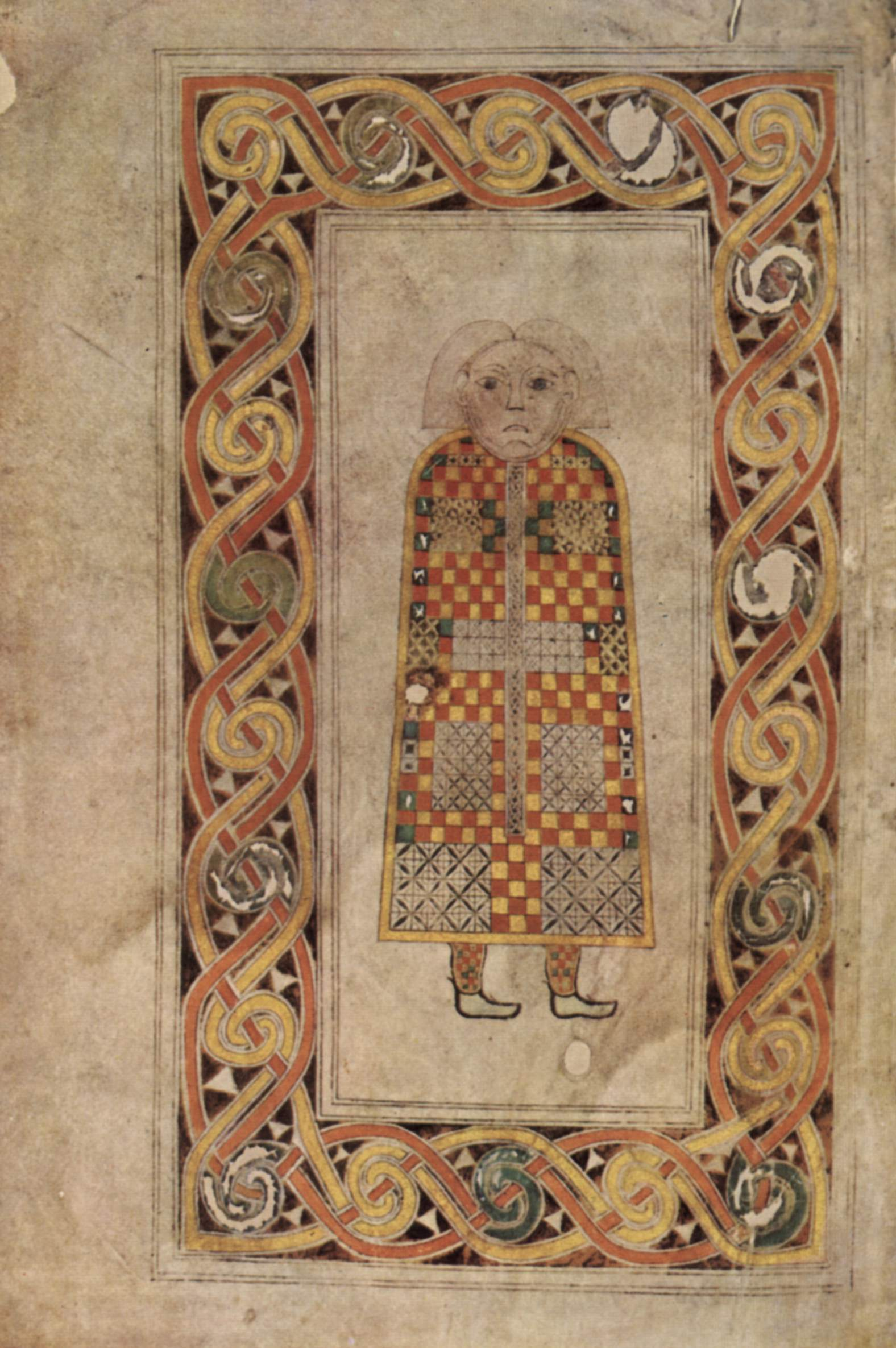
Libro de Durrow, finales del siglo VII.
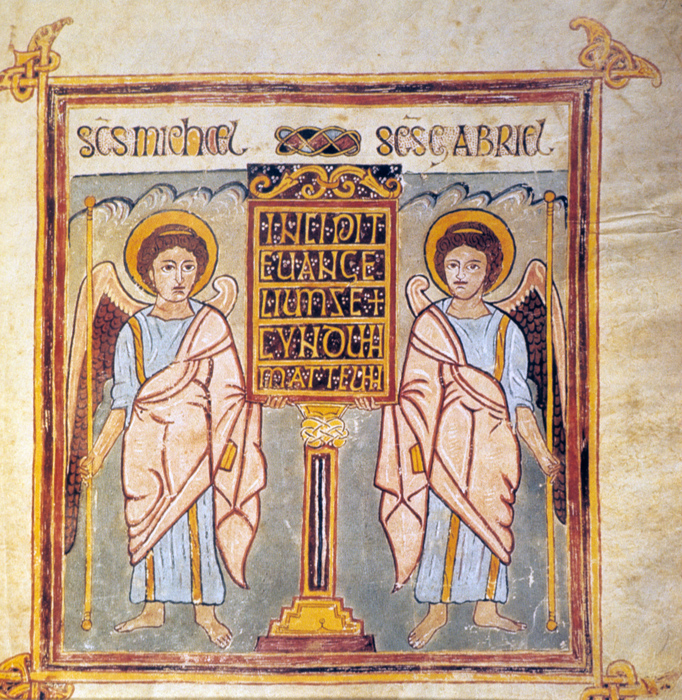
Evangelario de Tréveris, realizado en el scriptorium de la abadía de Etternach (actual Luxemburgo) y fuertemente influenciado por el estilo insular británico, primera mitad del siglo VIII.
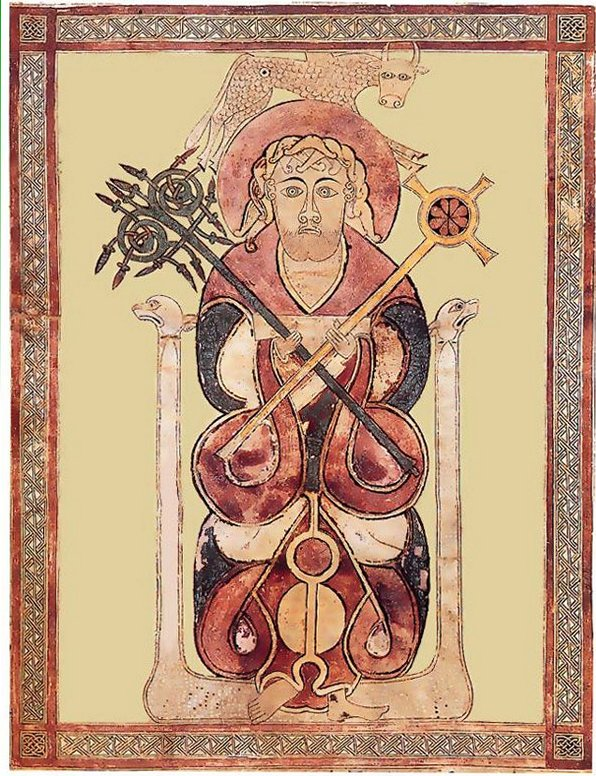
Evangeliario de Lichfield, siglo VIII.
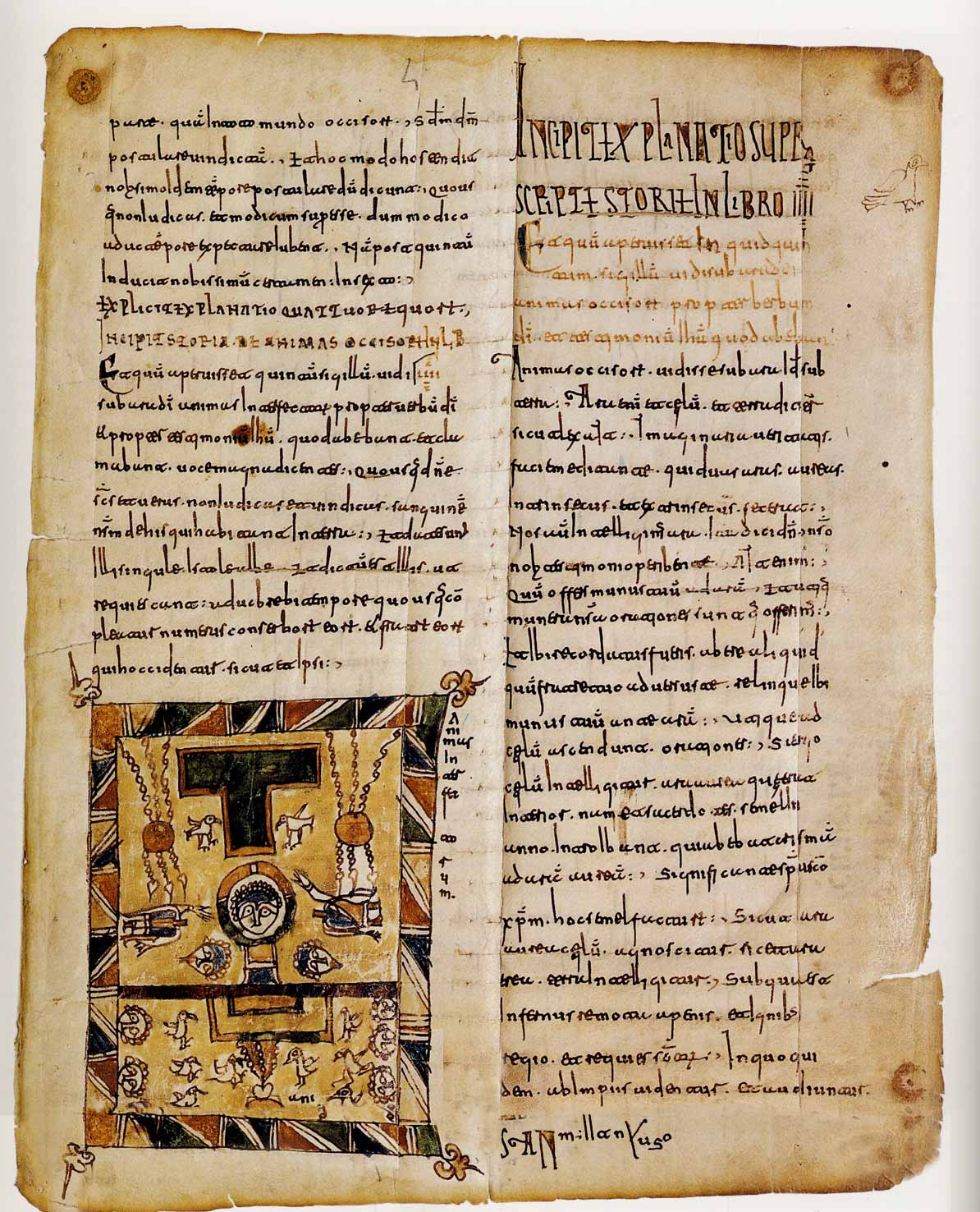
Beato de Cirueña (siglo IX, probablemente el más antiguo de los Beatos conservado).

## Estética germánica
La identificación de en qué consistiría el concepto de una estética propia del arte del Norte de Europa a lo largo de la historia, y que se opondría a la estética propia del arte del Sur de Europa o arte mediterráneo, es una cuestión debatida y con notables divergencias, como ocurre con las relativas a la teoría del arte.
Desde el Renacimiento se produjo una conciencia de la diferencia entre ambos modelos estéticos, lo que está en la base de la denigración del "arte gótico", calificado como propio de "bárbaros", por los partidarios de las formas clásicas grecorromanas. Más aún, la propia difusión del arte renacentista italiano al norte de los Alpes se identifica historiográficamente con una particular etiqueta (Renacimiento nórdico) que significativamente no se aplica al Renacimiento español. En cuanto al Barroco, es usual la diferenciación entre un Barroco meridional, católico (el italiano o el español) y un Barroco septentrional, protestante (el holandés o el inglés); aunque en este caso los barrocos francés y flamenco, y gran parte del alemán son católicos. Tampoco es evidente la asociación de la oposición entre clasicismo y romanticismo con la oposición entre arte mediterráneo y arte germánico. En cuanto a la atribución a uno u otro origen de cada una de las vanguardias artísticas (por sí mismas o como reacción de cada una frente al academicismo o frente a la generación vanguardista anterior) ha sido objeto de especulación desde sus propios contemporáneos (D'Ors, Ortega y Gasset -que encontraba al arte mediterráneo "sensualista" y al germánico "racionalista"-).
Por otro lado, la expresión "estética germánica" puede referirse a dos diferentes disciplinas intelectuales:
- La parte de la filosofía alemana[15] que se dedica a la estética (por ejemplo, la estética de Hegel -no así la estética trascendental de Kant, que sin embargo sí realizó una reflexión en torno al juicio estético y definió el concepto de lo "sublime"-, la teoría de Nietzsche sobre lo apolíneo y lo dionisíaco, o la Ästhetische Theorie -"teoría estética"-[16] de Theodor Adorno).
- Más impropiamente, aparte de la historiografía del arte que ha sido protagonizada por autores del ámbito cultural germánico (Johann Joachim Winckelmann, Jacob Burckhardt, Heinrich Wölfflin, Erwin Panofsky, etc.)